# 青森県立木造高等学校
青森県立木造高等学校（あおもりけんりつ きづくりこうとうがっこう, 英: Aomori Prefectural Kizukuri High School）は、青森県つがる市木造日向に所在する公立の高等学校。略称「木高」（もっこう）。

## 設置学科
- 総合学科
  - 人文科学系列
  - 自然科学系列
  - 流通ビジネス系列
  - 情報システム系列

## 概要
歴史
1927年（昭和2年）創立の「青森県立木造中学校」（旧制中学校）を前身とする。1948年（昭和23年）の学制改革により、新制高等学校となった。当初は男子校であったが1950年（昭和25年）から男女共学を開始した。かつては定時制課程も有していたが、2000年（平成12年）に廃止された。また全日制課程では長く普通科と商業科の2学科が設置されていたが、学科改編により2003年（平成15年）に総合学科が設置された。2022年（令和４年）に創立95周年を迎えた。
校章
雪の結晶を図案化したものを背景にして、中央に「高」の文字を置いている。
校歌
歌詞は2番まであり、校名は登場しない。

## 沿革
前史
- 1902年（明治35年）4月1日 - 西津軽郡木造町字曙71番地に「青森県立第四中学校[2]」（旧制中学校）が創立。
- 1909年（明治42年）4月1日 - 統合により「青森県立弘前中学校木造分校」となる。
- 1914年（大正3年）3月31日 - 廃校。

正史
- 1926年（大正15年）11月20日 - 旧・第四中学校の校地に新校舎が完成。
- 1927年（昭和2年）
  - 4月1日 - 「青森県立木造中学校」（旧制中学校）が開校（13年ぶりに復活）。 
    - 入学資格を尋常小学校を卒業した12歳以上の男子、修業年限を5年（現在の中1～高2）とする。

  - 5月25日 - 開校式を挙行。
- 1934年（昭和9年）7月21日 - 校旗を制定。
- 1943年（昭和18年）4月1日 - 中等学校令の施行により、この時の入学生から修業年限が4年となる。
- 1944年（昭和19年）- 勤労動員が開始。
- 1945年（昭和20年）
  - 3月 - 教育ニ関スル戦時非常措置方策により、修業年限4年施行の前倒しが決定され、4年生と5年生の合同卒業式を挙行[3]。
  - 4月 - 学校での授業が停止される。ただし勤労動員は継続される。
  - 8月 - 終戦。
  - 9月 - 授業を再開。
- 1946年（昭和21年）4月1日 - 修業年限が5年となる（ただし4年修了時点で卒業することもできた）。
- 1947年（昭和22年）4月1日 - 学制改革（六・三制の実施）が行われる。
  - 旧制中学校の募集を停止。
  - 新制中学校を併設し（以下・併設中学校）、旧制中学校1・2年修了者を新制中学校2・3年生として収容。
  - 併設中学校は経過措置としてあくまで暫定的に設置されたため、新たに生徒募集は行われず、在校生が2・3年生のみの中学校であった。
  - 旧制中学校3・4年修了者はそのまま在籍し、4・5年生となった（ただし4年修了時点で卒業することもできた）。
- 1948年（昭和23年）
  - 4月1日 - 学制改革（六・三・三制の実施）により、旧制中学校が廃止され、新制高等学校「青森県立木造高等学校」（男子校）が発足。 
    - 旧制中学校卒業者（5年修了者）を新制高校3年生、旧制中学校4年修了者を新制高校2年生、併設中学校卒業者（3年修了者）を新制高校1年生として収容。
    - 併設中学校を継承し、在校生が1946年（昭和21年）に旧制中学校へ最後に入学した3年生のみとなる。
    - 通常制普通課程を設置。

  - 5月 - 定時制普通課程を併設。
  - 6月 - 稲垣分校（定時制）、車力分校（定時制）を設置。
- 1949年（昭和24年）3月31日 - 併設中学校を廃止。
- 1950年（昭和25年）4月6日 - 男女共学を開始。
- 1951年（昭和26年）2月21日 - 校旗を制定。
- 1962年（昭和37年）
  - 4月1日 - 全日制商業課程を新設。
  - 10月 - 商業科専用校舎が完成。
- 1963年（昭和38年）
  - 4月1日 - 通常制普通課程を全日制普通科に、通常制商業課程を全日制商業科に、定時制普通課程を定時制課程普通科に改称。
  - 5月 - 体育館が完成。
- 1964年（昭和39年）4月1日 - 稲垣分校が青森県に移管される（稲垣村立から青森県立となる）。
- 1966年（昭和41年）5月25日 - 新校歌（現校歌）を制定。
- 1967年（昭和42年）4月1日 - 車力分校が青森県に移管される（車力村立から青森県立となる）。
- 1972年（昭和47年）
  - 2月19日 - 現在地に新校舎が完成。
  - 4月1日 - 新校舎に移転を完了。
- 1973年（昭和48年）
  - 3月25日 - 体育館が完成。
  - 8月29日 - 銀杏ヶ丘会館（同窓会館）が完成。
- 1974年（昭和49年）9月10日 - 陸上競技場が完成。
- 1975年（昭和50年）
  - 3月31日 - 柔道場・弓道場・屋内相撲場が完成。
  - 5月21日 - 陸上競技場が第4種競技場として公認される。
  - 6月4日 - 野球場・テニスコートが完成。
  - 7月9日 - プールが完成。
- 1976年（昭和51年）11月20日 - 前庭テニスコートが完成。
- 1977年（昭和52年）8月6日 - 第二体育館が完成。
- 1978年（昭和53年）4月1日 - 稲垣分校と車力分校が定時制課程から全日制課程に転換。
- 1980年（昭和55年）9月25日 - 剣道場が完成。
- 1981年（昭和56年）5月31日 - 野球場を拡張。
- 1987年（昭和62年）8月31日 - 新銀杏ヶ丘会館が完成。
- 1988年（昭和63年）10月1日 - 情報処理教室を開設。
- 1991年（平成3年）2月28日 - 弓道場を改修。
- 1992年（平成4年）12月23日 - 校門が完成。
- 1997年（平成7年）3月 - 定時制課程の募集を停止。
- 2000年（平成12年）3月31日 - 定時制課程を廃止。
- 2001年（平成13年）10月30日 - 特別教室棟の耐震改修を実施。
- 2003年（平成15年）
  - 3月31日 - 礼法室を図書室に改修。
  - 4月1日 - 学科改編により、普通科と商業科の募集を停止し、総合学科を新設。
  - 11月3日 - 総合学科設置に伴う校舎改修を実施。介護実習室、情報総合実践室等を設置。
- 2005年（平成17年）3月31日 - 普通科と商業科を廃止。
- 2006年（平成18年）3月31日  - 車力分校を廃止。
- 2007年（平成19年）4月1日 - 青森県立深浦高等学校を統合し深浦校舎とする。
- 2010年（平成22年）3月31日 - 稲垣分校を廃止。
- 2023年(令和5年) 3月31日- 深浦校舎が閉校。

## 部活動
運動部
- 硬式野球部
- 陸上競技部
- バレーボール部
- ソフトボール部
- バスケットボール部
- サッカー部
- テニス部
- バドミントン部
- 卓球部
- 柔道部
- 相撲部
- 弓道部

文化部
- 珠算部
- ワープロ部
- 吹奏楽部
- 競技かるた部
- 書道部
- 演劇部
- 美術部
- 茶華道部
- JRC部
- イングリッシュクラブ

## エピソード
夏の甲子園出場
1982年（昭和57年）8月、第64回全国高校野球で当時市部以外から初出場を果たし、2025年現在も春夏通じて唯一の甲子園出場となっている。

## 著名な出身者
- 升田世喜男（衆議院議員）
- 田中英壽（元日本大学理事長、元日本大学相撲部監督、元日本オリンピック委員会（JOC）副会長）
- 舞の海秀平（元大相撲力士・スポーツキャスター）
- 栃翼祐一（元大相撲力士）
- 寶智山幸観（元大相撲力士）
- 藤田博保（児童文学作家・旧木造中学校出身）
- 青山良平（青森放送のパーソナリティー兼ディレクター）
- 本間雅夫（宮城教育大学名誉教授）
- 小島和恵（元女子マラソン日本記録保持者）
- 瓜田吉久（元砲丸投げ日本記録保持者）
- 草野徹（俳優、山田まりやの夫）
- 佐々木健（プロ野球選手）
- 盛貢（元木造町長）

## 交通アクセス
最寄りの鉄道駅
- JR東日本 五能線「木造駅」 徒歩10分

最寄りのバス停
- 弘南バス 「木造高校前」バス停下車後、目の前。（停車する路線については、弘南バス五所川原営業所の項目を参照か、営業所へ問い合わせを。）
- つがる市地域内交通吹原線（木高生の部活帰り対応で、復路最終便のみ、始発バス停となる。）